# HD75649
HD75649 — хімічно пекулярна зоря спектрального класу B9, що має видиму зоряну величину в смузі V приблизно  6,2.
Вона  розташована на відстані близько 367,7 світлових років від Сонця.